# Coelostathma xocoatlana
Espèce
Coelostathma xocoatlana est une espèce de papillons de nuit de la famille des Tortricidae.

## Répartition et habitat
Coelostathma xocoatlana est décrite du Costa Rica.

## Taxinomie
L'espèce Coelostathma xocoatlana est décrite par Bernard Landry en 2001.